# Террі Мартін (хокеїст)
Террі Мартін (англ. Terry Martin, нар. 25 жовтня 1955, Беррі) — канадський хокеїст, що грав на позиції крайнього нападника.

## Ігрова кар'єра
Професійну хокейну кар'єру розпочав 1975 року.
1975 року був обраний на драфті НХЛ під 44-м загальним номером командою «Баффало Сейбрс». 
Протягом професійної клубної ігрової кар'єри, що тривала 13 років, захищав кольори команд «Баффало Сейбрс», «Квебек Нордікс», «Торонто Мейпл-Ліфс», «Едмонтон Ойлерс» та «Міннесота Норт-Старс».